# La noche de Mirtha
La noche de Mirtha es un programa de televisión argentino conducido por la actriz y presentadora Mirtha Legrand. Comenzó a emitirse en 2013, aunque tuvo versiones similares bajo el nombre «Mirtha de Noche» en los años 1999, 2000 y 2004. Es la versión nocturna del programa Almorzando con Mirtha Legrand. Se transmitió en 2013 por América y actualmente en eltrece. El programa utiliza la misma escenografía y producción que Almorzando con Mirtha Legrand.

## Historia
En un principio el programa comenzó como especiales nocturnos de Mirtha Legrand que se hacían en la misma escenografía que su propio programa histórico de almuerzos, pero frente a los buenos niveles de audiencia se convirtió en un programa regular a emitirse todos los sábados. En 2014 volvió todos los sábados por El Trece.
El programa tiene características similares a los almuerzos. Invitados famosos o personalidades destacadas de distintos ámbitos se sientan a cenar con Mirtha pero con vestimentas más elegantes aún que en los almuerzos. Pueden ser dos o cuatro invitados y hasta incluso uno solo. La cena consiste en entrevistas y debates entre los comensales. 
Tras el éxito de la Temporada 2013 del programa Almorzando con Mirtha Legrand, las autoridades del canal y la productora Endemol llegaron a un acuerdo para agregar una edición sabatina. Su productor principal del producto es Nacho Viale (nieto de la conductora).
Originalmente el programa tenía formato mensual emitiéndose los sábados, una vez por mes, a las 22:00. A partir del 16 de noviembre de 2013, tras el éxito del programa, las emisiones mensuales pasan a hacer semanales.
El sábado 28 de marzo de 2015 y tras pasar dos semanas del regreso de Mirtha Legrand a la televisión con Almorzando con Mirtha Legrand en El Trece Mirtha regresa con La Noche de Mirtha a las 22 horas en vivo con la presencia del Ing. Mauricio Macri, el Lic. Horacio Rodríguez Larreta, Hugo Alconada Mon, Carolina "Pampita" Ardohain y Lilian Tintori.
Pasa a transmitirse todos los sábados al igual que se emitía Mirtha De Noche (1999-2000-2004). 
Durante la pandemia generada por el  COVID-19, el programa, al igual que Almorzando con Mirtha Legrand, fue conducido por la nieta de la conductora, Juana Viale.
El 17 de septiembre del 2022 Mirtha Legrand vuelve a presentar el programa.

## Emisión

### Canales
- 2013: América TV
- 2014-presente: eltrece

## Premios

### Premios Fund TV
| Producción | Categoría                    | Receptor                     | Resultado |
| ---------- | ---------------------------- | ---------------------------- | --------- |
| 2015       | Premio extraordinario de oro | Premio extraordinario de oro | Ganador   |